# Кампания в Лансадера
Кампанията в Лансадера е значителна част от Кубинската война за независимост, тъй като е следващата операция на Максимо Гомес за отвличане на вниманието на испанските войски от натиска им върху Антонио Масео, който успява да продължи на запад.
Кампанията се счита за умело маневриране, мобилност и надзор, тъй като значително превъзхожданите 2 000 революционери на Гомес постигат целите си с незначителни загуби срещу 40 000 испанска пехота, командвана от Арсенио Мартинес Кампос, Сабас Марин и Валериано Вайлер.

## Прелюдия
Войната се разпростира в района на Хавана в началото на 1896 г., след като кубинците побеждават испанците в битката при Лас Тайронас, което кара испанците да се загрижат, тъй като кубинците са само на километри от столицата и започват да предприемат мерки не само да ги спрат, но и да сложат край на тяхното настъпление към Хавана. Приблизително по същото време кубинските генерали Антонио Масео и Максимо Гомес решават да се разделят на две, докато Масео побеждава испанците при Лас Тайронас и се насочва към провинция Пинар дел Рио, докато Гомес има за задача да отвлече вниманието на основните испански сили около района на Хавана.

## Кампания
Кампанията започва на 7 януари 1896 г., когато двамата генерали се разделят, за да се съсредоточат върху собствените си кампании и приключват на 19 февруари, когато ще се съберат отново в Сото, което е на 6 километра от Харуко. Гомес трябва да се справи с тясната територия на провинцията в „ужасен лабиринт от каменни прегради“ и да отвлече вниманието на испанския гарнизон наблизо. Масео получава известие за плановете на Гомес и пише следното:
„Генералът (Масео) започва своя нахлуващ поход към провинция Пинар дел Рио, а аз контрамарширувам, за да го подкрепя и да се срещнем в Хавана.“
Гомес постига целта си да отвлече вниманието на испанската армия, използвайки партизанска тактика, тъй като около 40 000 испански войници започват безмилостното си преследване, което така и не успява да спре непрекъснатата мобилност на Гомес и познаването на местния терен, въпреки по-голямата испанска сила. По време на кампанията Гомес извършва важни набези през градовете Алкисар, Бехукал, Гуира де Мелена, Кивикан и Батабано в югоизточните части на острова. По-късно той продължава към североизточните градове Моралитос, Манагуа, Сан Хосе де Лас Лахас и Тапасте, за да поеме отново на югоизток и да влезе в Гуинес, Сан Николас де Бари и Мелена дел Сур.

## Последица
По време на кампанията Гомес прибира стотици оръжия и коне и хиляди патрони. Настъплението стига до Мантуа, а Масео се връща в Хавана и войната достига национален мащаб.